# Ryuhei Kitamura
Ryuhei Kitamura (北村龍平, Kitamura Ryūhei, 30 de maig de 1969) és un director, productor i guionista de cinema japonès. Kitamura es va traslladar a Sydney, Austràlia als 17 anys i va assistir a una escola d'arts visuals durant dos anys. El 1997, Kitamura va dirigir i produir el curtmetratge Down to Hell, que va rebre una resposta positiva d'estudiants, professors i un premi que va motivar Kitamura a seguir seriosament una carrera cinematogràfica. Va continuar finançant i dirigint de manera independent el seu debut al llargmetratge Versus (2000). La pel·lícula va tenir èxit dins del circuit de festivals de cinema i va obrir les portes perquè Kitamura dirigís pel·lícules més destacades com ara Alive (2002), Sky High (2003), Godzilla: Final Wars (2004), The Midnight Meat Train (2008), No One Lives (2012), l'adaptació en directe de Lupin the 3rd (2014), i diverses altres produccions japoneses i de Hollywood.

## Biografia

### Primers anys
Ryuhei Kitamura va néixer a la prefectura d'Osaka, Japó.} Kitamura va passar la major part dels seus anys d'adolescència al cinema que a l'escola. Als 16 anys, va optar per convertir-se en cineasta perquè va pensar que "li agradava veure pel·lícules". L'any següent, Kitamura va abandonar l'escola secundària, li va dir directament al seu professor i va sortir durant la classe, i es va traslladar a Austràlia una setmana més tard. Kitamura va triar Austràlia perquè la majoria de les seves influències són australianes, com ara George Miller, Russel Mulcahy, Peter Weir i INXS. Kitamura va assistir a una escola d'arts visuals a Sydney durant dos anys, després que li demanés directament al director que simplement el deixés entrar, "va pensar que era un noi divertit, així que em va deixar entrar."

### Carrera
Després de graduar-se, va tornar al Japó per establir Napalm Films, el seu estudi de producció independent. Les seves featurettes Down to Hell i Heat after Dark van tenir èxit en festivals de cinema, i aviat va trobar el seu primer èxit principal amb la pel·lícula de culte Versus. La pel·lícula va llançar la carrera de les estrelles Tak Sakaguchi i Hideo Sakaki, i va portar a Kitamura el reconeixement internacional quan es va estrenar en DVD fora del Japó el 2004.
El 2002, Kitamura va dirigir el curtmetratge The Messenger: Requiem for the Dead com a part del projecte Jam Films, així com Alive. El 2003, va dirigir una adaptació cinematogràfica del manga Azumi, i Sky High, una preqüela del popular drama televisiu japonès. Va col·laborar amb el director Yukihiko Tsutsumi al Duel Project, en què els dos es van desafiar mútuament a produir la millor pel·lícula de duels amb un temps de producció i un pressupost mínims, amb Aragami és la contribució de Kitamura. També el 2003, Kitamura va ser productor de la pel·lícula Battlefield Baseball, el debut com a director de Versus coguionista Yūdai Yamaguchi. Kitamura va dirigir el 2004 Godzilla: Final Wars, la 28a entrega de la coneguda franquícia kaiju. La pel·lícula va ser el primer dels projectes de Kitamura que es va estrenar a Hollywood. El 2006, Kitmura va dirigir LoveDeath, abans de traslladar-se a Los Angeles, Califòrnia.
El 2003, va dirigir les escenes del joc de Metal Gear Solid: Twin Snakes, un remake de l'icònic Metal Gear Solid per a GameCube. A diferència dels títols anteriors de la sèrie, The Twin Snakes va ser desenvolupat per Silicon Knights i produït per Konami. La característica del joc tenia una mecànica similar a Metal Gear Solid 2: Sons of Liberty perquè s'havia fet amb el mateix motor. La direcció de Kitamura de les escenes de cinema va ser vista com a controvertida, criticada pel seu to d'acció semblant a Matrix i les acrobàcies poc realistes realitzades pels personatges. Independentment, va rebre crítiques positives dels llocs de ressenyes de videojocs. El 2008, Kitamura va fer el seu debut al cinema nord-americà amb Midnight Meat Train basat en la breu història de terror de Clive Barker amb el mateix nom. La pel·lícula (protagonitzada per Bradley Cooper, Vinnie Jones i Brooke Shields) va ser distribuït per Lionsgate, i llançat directament al mercat secundari l'1 d'agost de 2008. Tot i rebre ressenyes positives de la crítica, la pel·lícula va ser un fracàs de taquilla. La següent empresa de direcció de Kitamura no va arribar fins al 2012 amb No One Lives, protagonitzada per Luke Evans i Adelaide Clemens. Es va mostrar com a part de la secció Midnight Madness del Festival Internacional de Cinema de Toronto de 2012,i va rebre un estrena limitada al cinema el 10 de maig de 2013.
Mentre promocionava No One Lives, Kitamura va anunciar que estava treballant en la seva pel·lícula de "retorn" al Japó, afirmant en una entrevista: "És un paper completament diferent al que he fet abans. Tampoc és una pel·lícula sagnant, no una pel·lícula de terror. És una gran pel·lícula d'acció." Al novembre de 2013, es va revelar que el projecte era Lupin III, una adaptació moderna de l'icònic manga de Monkey Punch. La pel·lícula es va estrenar al Japó el 30 d'agost de 2014.
La pel·lícula de thriller de Kitamura del 2017, Downrange, es va anunciar que s'estrenarà al Festival Internacional de Cinema de Toronto el setembre del 2017. La pel·lícula segueix un grup de persones en un viatge per carretera que es troben atrapades en una carretera per un franctirador. El 2018, Kitamura va dirigir un segment de la pel·lícula de terror d'antologia Nightmare Cinema.

### Projectes de futur
Kitamura dirigirà la pel·lícula slasher Black Friday 3D, basada en un guió de Joe Knetter. També està vinculat a dirigir Marble City, una pel·lícula de venjança escrit per Tom Sjolund, així com Gun Monkeys, d'un guió de Lee Goldberg basat en la novel·la de Victor Gischler. El maig de 2013, Kitamura va confirmar que havia escrit el guió de Versus 2, i que Tak Sakaguchi probablement repetiria el seu paper de la pel·lícula original. El setembre de 2015, es va anunciar que Kitamura dirigirà el thriller sobrenatural Vessels per a Ubiquity Studios, que es filmarà a principis del 2016.

## Vida personal
Kitamura parla anglès amb fluïdesa. La seva pel·lícula preferida Godzilla és Godzilla vs. Mechagodzilla (1974), i el seu kaiju favorit és King Caesar. Ha expressat admiració pel seu també director japonès Shunji Iwai, afirmant que la pel·lícula Swallowtail Butterfly és "la millor pel·lícula japonesa mai feta".H a afirmat que el seu "projecte somiat" seria dirigir un lliurament de la franquícia de pel·lícules Mad Max.

## Filmografia

### Pel·lícules
| Any  | Títol                                             | Director | Guionista | Productor | Notes                                                |
| ---- | ------------------------------------------------- | -------- | --------- | --------- | ---------------------------------------------------- |
| 1988 | Exit                                              | Sí       |           |           | Curtmetratge                                         |
| 1997 | Down to Hell (ダウン・トゥ・ヘル)                 | Sí       | Sí        | Sí        | Curtmetratge també Ponytail Thug                     |
| 1999 | Heat After Dark (ヒート・アフター・ダーク)        | Sí       | Sí        |           | Featurette                                           |
| 2000 | Versus (ヴァーサス)                               | Sí       | Sí        |           | Pel·lícula de debut                                  |
| 2002 | Alive (アライブ)                                  | Sí       | Sí        |           |                                                      |
| 2002 | The Messenger (-弔いは夜の果てで-)                | Sí       | Sí        |           | Curtmetratge també coneguda com Requiem for the Dead |
| 2003 | Aragami (荒神)                                    | Sí       | Sí        |           |                                                      |
| 2003 | Azumi (あずみ)                                    | Sí       |           |           |                                                      |
| 2003 | Battlefield Baseball (地獄甲子園)                 |          |           | Sí        |                                                      |
| 2003 | Sky High (スカイハイ)                             | Sí       |           |           |                                                      |
| 2004 | Sakurajima                                        | Sí       |           |           | Video documentary                                    |
| 2004 | Longinus (ロンギヌス)                             | Sí       | Sí        |           | Featurette                                           |
| 2004 | Godzilla: Final Wars (ゴジラ ファイナル ウォーズ) | Sí       |           |           | Role: Radio DJ                                       |
| 2006 | LoveDeath (ラブデス)                              | Sí       | Sí        | Sí        |                                                      |
| 2006 | Ren'ai shōsetsu (恋愛小説)                        | Sí       |           |           | Telefilm Co-dirigida w/ Etsushi Toyokawa             |
| 2008 | The Midnight Meat Train                           | Sí       |           |           | Hollywood debut                                      |
| 2008 | Yoroi Samurai Zombie (鎧 サムライゾンビ)          |          | Sí        |           |                                                      |
| 2009 | Baton (バトン)                                    | Sí       |           |           |                                                      |
| 2011 | Hellgate                                          |          |           | Sí        |                                                      |
| 2012 | No One Lives                                      | Sí       |           |           |                                                      |
| 2014 | Lupin the 3rd (ルパン三世)                        | Sí       |           |           |                                                      |
| 2017 | Downrange                                         | Sí       |           |           |                                                      |
| 2018 | Nightmare Cinema                                  | Sí       |           |           | Mashit segment                                       |
| 2020 | The Doorman                                       | Sí       |           |           |                                                      |
| 2022 | The Price We Pay                                  | Sí       |           |           |                                                      |
| 2022 | Three Sisters of Tenmasou (天間荘の三姉妹)        | Sí       |           |           |                                                      |

### Videojocs
| Any  | Títol                                                                       | Director | Guionista | Productor | Notes        |
| ---- | --------------------------------------------------------------------------- | -------- | --------- | --------- | ------------ |
| 2004 | Metal Gear Solid: The Twin Snakes (メタルギアソリッド ザ・ツインスネークス) | Sí       |           |           | cinemàtiques |